# Bandschnalle

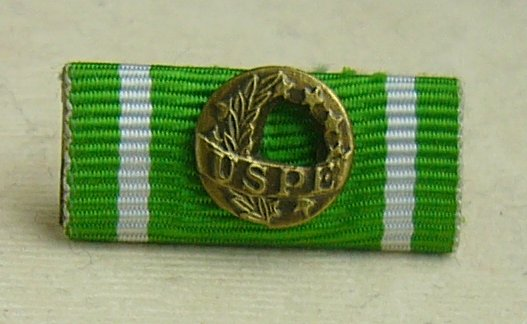
Bandschnalle des Europäischen Polizei-Leistungsabzeichens in Bronze

Eine Bandschnalle oder Interimspange (in der Schweiz Ribbon, in Österreich Ordensspange, veraltet auch Bandspange, Interimsspange, kleine Ordenspange oder Feldschnalle) ist eine an einer Uniform getragene und nach Wertigkeit geordnete Zusammenfassung der von einem Hoheitsträger verliehenen oder genehmigten Auszeichnungen des Trägers. Sie besteht aus einem oder mehreren Bändern in den Farben des Ordensbandes der einzelnen Auszeichnungen, in der Regel verbunden mit einer Miniatur der Auszeichnung als Auflage.
Trotz verschiedener Gemeinsamkeiten in der Praxis weichen die Tragebestimmungen für die Bandschnalle national und international im Detail ab. Es gelten daher jeweils die Bestimmungen der Organisation, deren Uniform der Geehrte trägt. Dies kann für den Träger je nach getragener Uniform zu unterschiedlichen Kombinationen führen.
Das Tragen einer Bandschnalle an Zivilkleidung ist in den meisten Staaten unüblich.

## Geschichtliche Entwicklung

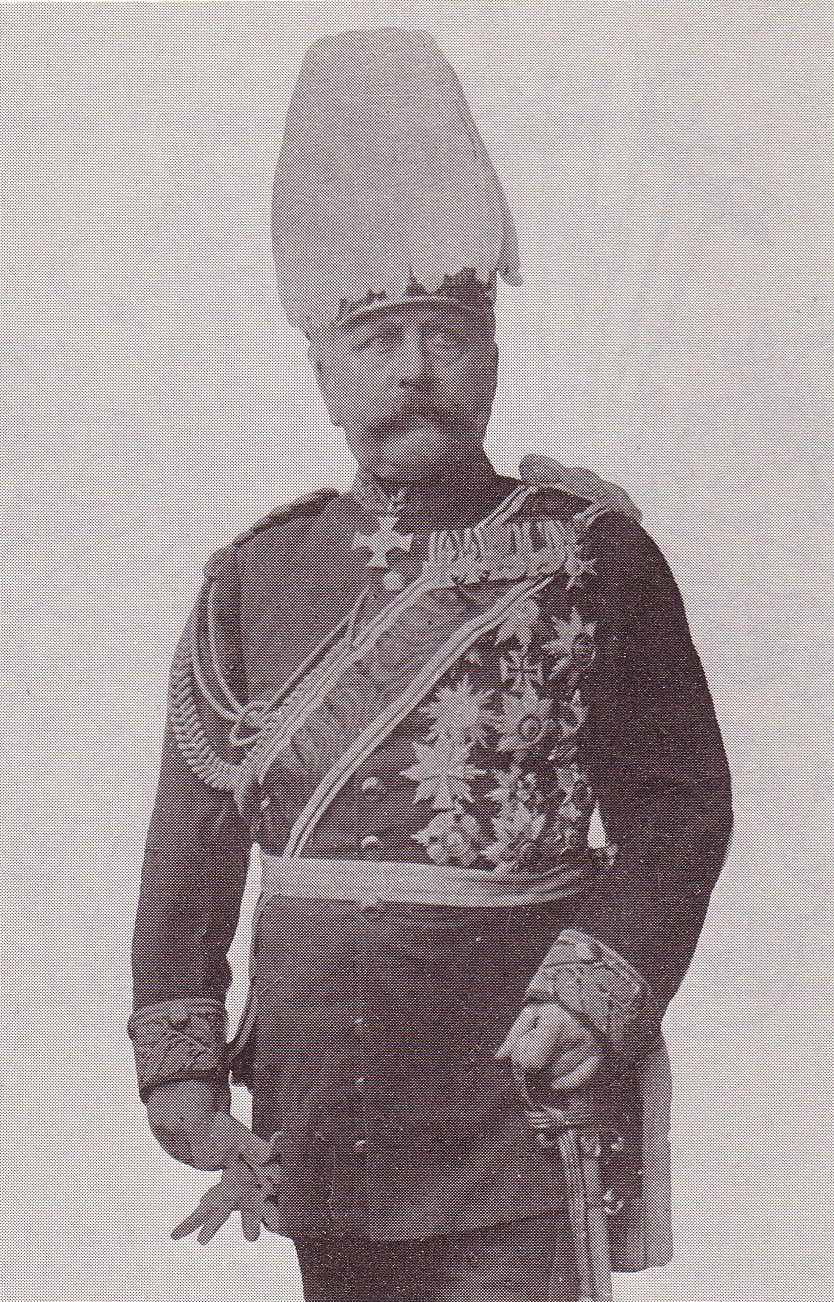
General der Kavallerie Karl von Hänisch in Paradeuniform mit großer Ordensschnalle

Die Einführung der Bandschnalle hängt mit der Entwicklung der Uniform im 19. Jahrhundert zusammen. Bis zur Mitte des 19. Jahrhunderts waren Soldaten regelmäßig nur mit einer einzigen Uniform ausgestattet, die in identischer Form sowohl in der Garnison, bei Paraden und im Einsatz getragen wurde. An dieser wurden alle dem Träger verliehenen Orden und Einsatzauszeichnungen in Originalform angelegt.
Beeinflusst von den Erfahrungen der napoleonischen Kriege, des Krimkrieges sowie der immer häufigeren Kolonialkriege entwickelten Reformer in den Folgejahren neue Uniformen, die sich an praktischen Erwägungen ausrichteten. Anstelle der bisherigen Einheitsuniform entstanden fünf Grundformen: die Paradeuniform, die Gesellschaftsuniform für Offiziere, die Arbeitsuniform für Mannschaften und Unteroffiziere, die Tagesdienstuniform und die Felduniform. Diese Einteilung besteht in Grundzügen bis heute.
Im Dienstalltag erwies es sich nunmehr als zunehmend unpraktisch, zu jeder Uniform alle Orden in Großform zu tragen. Die Auszeichnungen behinderten den korrekten Sitz der immer zahlreicher werdenden persönlichen Ausrüstung und liefen zudem Gefahr, unbemerkt verloren zu gehen. Da die Verleihung selten aktenkundig gemacht wurde und verlorene Auszeichnungen in der Regel nicht ersetzt wurden, konnte dies für den Ausgezeichneten einen großen Verlust bedeuten.
Nachdem es sich nach Einführung des Gesellschaftsanzuges – ursprünglich eine weniger förmliche Abwandlung der unbequemen Paradeuniform – einbürgerte, die Orden an einer kleinen Ordensschnalle in halber Größe zu tragen, lag eine weitere Vereinfachung für den Einsatz im Feld auf der Hand. Nach Einführung der Khakiuniform wurden die ersten Bandschnallen dann im letzten Drittel des 19. Jahrhunderts von britischen Offizieren angelegt. Die Trageweise war dabei noch nicht umfassend geregelt; es bürgerte sich ein, oberhalb der linken Brusttasche sämtliche Auszeichnungen als schmale Bänder in der Farbe des Ordensbandes zu tragen.
Seit dem Ende des Zweiten Weltkrieges hat sich die Bandschnalle international fast vollständig durchgesetzt. Orden in Originalgröße, das heißt als Halsorden, Steckorden oder an der großen Ordensschnalle, werden dagegen nur noch selten angelegt. Übliche Anlässe sind Hochzeiten, Familienfeiern oder Staatsempfänge. Daneben werden Auszeichnungen ebenfalls nur noch selten in verkleinerter Form als kleine Ordensschnalle (z. B. am Gesellschaftsanzug der Bundeswehr) oder in Miniaturform an einer Frackkette getragen.

## Bandschnallen in deutschen Streitkräften zwischen 1871 und 1945

Bandschnalle eines preußischen Offiziers 1897; (v.l.n.r.) Roter Adlerorden IV. Klasse, Dienstauszeichnungskreuz für 25 Jahre, Zentenarmedaille und Herzoglich Sachsen-Ernestinischer Hausorden Ritterkreuz I. Klasse

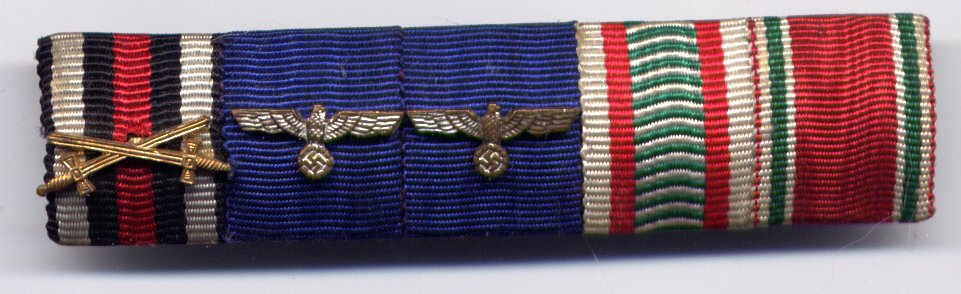
Bandschnalle eines Offiziers im Zweiten Weltkrieg

In Deutschland kam die Bandschnalle erst relativ spät auf. Sie wurde ab etwa 1900 am Interimsrock sowie seit seiner Einführung 1907 auch am feldgrauen Feldanzug getragen. Anders als in anderen Staaten Westeuropas wurden in Deutschland ausschließlich die Bänder der an der Großen Ordensschnalle getragenen (Band-)Orden angebracht. Hals- und Steckorden, bzw. eine Auswahl davon, wurden weiterhin im Original angelegt. In der preußischen Bekleidungsvorschrift von 1899 wurde zwischen der Ordensschnalle mit und ohne Orden unterschieden, im Neudruck von 1911 zwischen der 4 cm breiten „Großen Ordensschnalle“ (mit Orden) und der 1,7 cm breiten „Kleinen Ordensschnalle“ (ohne Orden). 

Große Bandschnalle der Zwischenkriegszeit im Größenvergleich – Ehrenkreuz für Frontkämpfer

 Die ältere Version der Bandschnalle (4 cm) hatte häufig auf der Rückseite Haken, um die Originale bei Bedarf dort anzuhängen.
Die bis 1945 übliche Bandschnalle war nach dem Vorbild der preußischen Ordensschnalle gestaltet und deshalb einreihig; die Bandbreite entsprach den Bändern der kleinen Frackdekoration.
In der Zwischenkriegszeit waren, vor allem für das Tragen am Zivilanzug, große Bandschnallen (ca. 30–35 mm hoch) beliebt, die mit dem originalen Trageband versehen wurden. Auf der Rückseite befand sich eine Vorrichtung zum Einhängen der Orden, so dass die Schnalle mit und ohne Original-Abzeichen (Ordens-Kleinod) getragen werden konnte.

### Alternativen zur Bandschnalle

Richtige Trageweise des Bandes des KVK II. Klasse an der Uniformjacke

Die II. Klasse des Eisernen Kreuzes und des Kriegsverdienstkreuzes wurden dergestalt getragen, dass das originale, 30 mm breite Band mit dem zweiten Knopfloch der Uniformjacke vernäht wurde. Wurden beide Orden verliehen, waren die Bänder leicht versetzt übereinander angebracht. Die höchste mögliche Anzahl von Bändern, die im Zweiten Weltkrieg im Knopfloch getragen werden konnte, war die folgende Kombination: zwei Kriegsauszeichnungen (z. B. EK II, KVK II. Kl.), Medaille Winterschlacht im Osten 1941/42 im zweiten Knopfloch dazu die Lebensrettungsmedaille ebenfalls im zweiten Knopfloch sowie das Band des Blutordens im Knopfloch der rechten Brusttasche (alle stark mit der NS-Ideologie verwobenen Abzeichen, wie eben das Deutsche Kreuz und der Blutorden, wurden auf der ungewöhnlichen rechten Seite getragen.) Das Deutsche Kreuz in Gold gab es auch in einer gestickten Fassung aus Stoff, die auf der rechten Seite der Uniformjacke aufgenäht werden konnte.

## Bandschnallen in den bewaffneten Organen der DDR

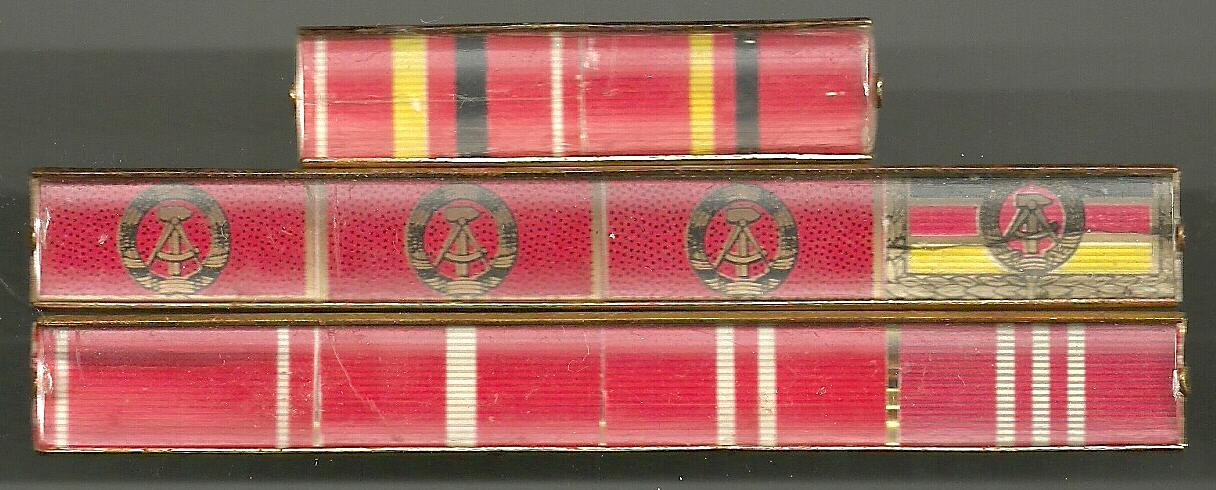
Bandschnalle für Orden der Kampfgruppe und andere Orden

Während ihres vierzigjährigen Bestehens stiftete die DDR eine Vielzahl von Orden, Ehrenzeichen und Medaillen. Nahezu jeder Volksarmist oder Angehörige der Grenztruppen der DDR wurde deshalb während seiner Dienstzeit in der einen oder anderen Form geehrt. Hinzu kamen Auszeichnungen, die von anderen Mitgliedsstaaten des Warschauer Pakts an hochrangige Mitglieder befreundeter Streitkräfte verliehen wurden. Auszeichnungen ehemaliger deutscher Staaten durften dagegen nicht an der Uniform getragen werden. Die in der DDR übliche Bandschnalle war mehrreihig und nach sowjetischem Vorbild gestaltet. Die großzügige sozialistische Verleihungspraxis führte dazu, dass die Bandschnalle länger dienender Militärs oftmals erstaunliche Ausmaße annahm.
In den frühen Jahren der DDR wurden diese Interimsspangen lose nebeneinander, entsprechend ihrer Wertigkeit getragen. Wobei die Regel gilt, blickseitig links die Spange des höchsten verliehenen Ordens und blickseitig rechts die Spange des Ordens mit der niedrigsten Wertigkeit. Pro Reihe konnten bis zu vier Auszeichnungen nebeneinander getragen werden. Ab den 1970er Jahren, war es höchsten Militärs gestattet, fünf Interimsspangen pro Reihe zu tragen. Verfügte ein Träger über mehr als vier Auszeichnungen, wurde eine weitere Reihe, unterhalb, angefügt. Infolgedessen war blickseitig links oben die Interimsspange des höchsten verliehenen Ordens und blickseitig rechts unten die Interimsspange des niedrigsten verliehenen Ordens anzubringen.
Die frühen Ausfertigungen wurden in der Münze Berlin hergestellt und bestehen aus Messingleisten mit abgerundeten Kanten, auf denen die Bänder aufgezogen wurden. Da bereits in den 1960er Jahren bei einigen Militärs die Interimsspange so umfangreich geworden war, ergaben sich durch das Gewicht der Spange zunehmend Probleme mit der Haltbarkeit an der Uniform. Diese sogenannten Münzspangen waren rückseitig mit einer Nadel und einem Verschluss versehen. Bei größerem Gewicht der Spange konnte es jedoch vorkommen, dass der Stoff an den Einstichen der rückseitigen Nadel einriss, was gerade bei Generalen dazu führte, dass eine Reparatur aufgrund des Repräsentationscharakters der Person, nicht ausgeführt werden konnte, sondern eine neue Uniformjacke geschneidert hätte werden müssen.
Diesem Umstand Rechnung zu tragen, wurde zu Beginn der 1970er Jahre eine neue Variante eingeführt. In U-förmig ausgestanzte Messingstreifen wurden auf dünner Pappe aufgedruckte Abbildungen der einzelnen Interimsspangen eingeschoben. Damit diese nicht herausfielen, wurde darüber ein Plexiglasstreifen geschoben. Eine nicht unerhebliche Anzahl an heute noch zu findenden Spangen wurde jedoch erst nach dem Ende der DDR zusammengefügt. Teilweise zeichnen sich solche Spangen durch seitenverkehrte Anbringung der Pappstreifen wie auch durch falsche Anordnung der Einzelspangen aus.
Eine dritte Variante der Interimsspangen sind die sogenannten „Stoffspangen“. Solche sind jedoch nur Generalen vorbehalten gewesen und wurden von speziellen Mitarbeitern in Schneidereien gefertigt.
In der DDR erworbene Auszeichnungen können auch nach 1990 weiter getragen werden, wenn „dadurch der ordre public der Bundesrepublik Deutschland [nicht] verletzt wird. Das Gleiche gilt für von der Deutschen Demokratischen Republik zur Annahme genehmigte ausländische Auszeichnungen.“

## Die Bandschnalle in der Bundesrepublik Deutschland

### Rechtliche Grundlage

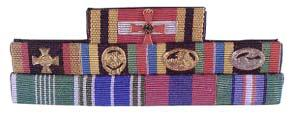
Oben: Großes Bundesverdienstkreuz; Mitte (v. l. n. r.): Ehrenkreuz der Bundeswehr, Deutsches Sportabzeichen in Gold, Deutsches Rettungsschwimmabzeichen der DLRG in Gold, Deutsches Rettungsschwimmabzeichen der Wasserwacht in Silber; unten (v. l. n. r.): US Army Commendation Medal, Army Achievement Medal, Médaille de la Défense nationale – Échelon Bronze – der Französischen Republik, UNTAC Medal (vgl. Orden des US-Militärs)

Die gesetzliche Grundlage für das Tragen einer Bandschnalle ist das Gesetz über Titel, Orden und Ehrenzeichen vom 26. Juli 1957.
In der Praxis dürfen nicht alle von einer staatlichen oder halbstaatlichen Organisation verliehenen Auszeichnungen auch von jedem Uniformträger getragen werden. Die genauen Bestimmungen finden sich in den jeweiligen Dienstvorschriften.
In der Bundeswehr werden Bandschnallen ausschließlich zum großen und kleinen Dienstanzug getragen. Die Details sind in der Zentralvorschrift A1-2630/0-9804 geregelt. Anders als in verschiedenen ausländischen Streitkräften besteht keine Pflicht, erhaltene Auszeichnungen zu tragen.
In Hilfsorganisationen und uniformierten Behörden bestehen ähnliche Regelungen. Für das Technische Hilfswerk sind diese in der Bekleidungsrichtlinie (BeklRiLi) getroffen.
Das Tragen sämtlicher Auszeichnungen der NSDAP sowie verschiedener anderer Auszeichnungen des Deutschen Reiches von 1933 bis 1945 ist in der Bundesrepublik Deutschland verboten; Ausnahmen stellen bestimmte militärische Abzeichen dar (z. B. das Eiserne Kreuz), die in speziellen Fassungen (i. d. R. ohne Hakenkreuz) getragen werden dürfen.
Das Tragen von Auszeichnungen der DDR ist unter bestimmten Bedingungen erlaubt.

### Technische Aspekte der deutschen Bandschnalle

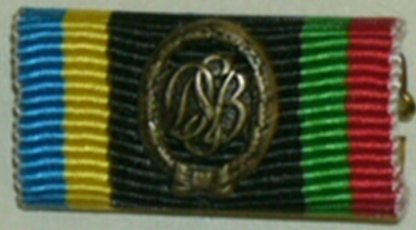
Deutsches Sportabzeichen in Bronze als Bandschnalle

In Deutschland besteht eine Bandschnalle aus einer oder mehreren Metallschienen (Bandschnallenunterteil), auf welche die verkleinerten Ordensbänder als Bandschnallenoberteil aufgeschoben werden. Die Bandschnalle hat eine Höhe von 12 mm. Die Bandbreite beträgt bei deutschen Kriegs- und Friedensauszeichnungen, die am Hals oder am Schulterband getragen werden, 40 mm. Diese Dekorationen werden für sich in der obersten Reihe getragen. Sämtliche anderen Bandstücke, einschließlich aller ausländischen Orden, haben eine Breite von 25 mm (A1-2630/0-9804 Ziffer 6.4). Somit dürfen beispielsweise die häufig getragenen NATO-Auszeichnungen (32 mm) nur als selbst beschaffte 25-mm-Version getragen werden. Sie werden unter den 40-mm-Bandstücken getragen. Bei Orden und Medaillen, die in mehreren Stufen bzw. mit Agraffe verliehen werden, wird zusätzlich eine Ordensminiatur bzw. die verkleinerte Agraffe als Schriftzug als Auflage auf dem Bandschnallenoberteil angebracht. Diese von der US-Bandschnalle beeinflusste Konstruktion erlaubt es, Bandschnallenoberteile bei weiteren Verleihungen wieder zu verwenden.
Üblicherweise wird bei der Verleihung neben der Auszeichnung in Originalgröße sowie einer Urkunde ein erstes Bandschnallenoberteil mit überreicht. Weitere Exemplare sowie Bandschnallenunterteile sind durch den Geehrten selbst zu beschaffen.

### Reihenfolge
Die Reihenfolge der Orden und Ehrenzeichen an der Bandschnalle ergibt sich aus der Wertigkeit der Auszeichnung, dem Verleihungsdatum und dem Grundsatz, dass zunächst deutsche und anschließend ausländische Orden und Ehrenzeichen anzulegen sind (wobei die Annahme ausländischer Orden und Ehrenzeichen vom Bundespräsidenten genehmigt werden muss):
- Orden und Ehrenzeichen der Bundesrepublik Deutschland und ihrer Organe
- Zwischen 1871 und 1945 verliehene deutsche Orden und Ehrenzeichen, soweit im Gesetz über Titel, Orden und Ehrenzeichen vom 26. Juli 1957 aufgeführt
- Auszeichnungen von nationalen Hilfsorganisationen, soweit im Gesetz über Titel, Orden und Ehrenzeichen vom 26. Juli 1957 aufgeführt
- Auszeichnungen der Länder
- Auszeichnungen internationaler Organisationen, soweit vom Bundespräsidenten genehmigt
- Auszeichnungen ausländischer Staaten, soweit vom Bundespräsidenten genehmigt

Innerhalb der einzelnen Gruppen sind die Auszeichnungen nach Grad und Verleihungsdatum geordnet.

## Bandschnallen in der Bundeswehr

### Historische Entwicklung
Bei Gründung der Bundeswehr wurde 1955 auf Führungspersonal zurückgegriffen, das zuvor in der Wehrmacht, der Waffen-SS, der Reichswehr sowie vereinzelt sogar noch während des Ersten Weltkrieges gedient hatte und dafür ausgezeichnet worden war. Diese Auszeichnungen dürfen, soweit sie durch das Gesetz über Titel, Orden und Ehrenzeichen vom 26. Juli 1957 zugelassen sind, in der Nachkriegsversion an der Bandschnalle zum Dienstanzug getragen werden.
Da die Bundeswehr zunächst keine eigenen Auszeichnungen hatte, nahm die Anzahl der Bandschnallenträger im Laufe der Jahre stetig ab.
Neben dem Deutschen Sportabzeichen, dem Bundesverdienstkreuz und der Hollandmarschmedaille kam es nur vereinzelt zur Verleihung von an der Bandschnalle zu tragenden Auszeichnungen:
- die Hamburgische Dankmedaille (Sturmflut 1962) bzw. Gedenkmedaille aus Anlass der Sturmflutkatastrophe 1962 für die während der Sturmflut 1962 eingesetzten Helfer
- die Gedenkmedaille aus Anlass der Waldbrandkatastrophe im August 1975 für die Helfer während des Brandes in der Lüneburger Heide 1975

Die Einführung des Ehrenkreuzes der Bundeswehr im Jahr 1980 stoppte diesen Trend zunächst nicht, da diese Auszeichnung ebenfalls eher selten verliehen wird.
Ein Wandel trat erst nach der Wiedervereinigung Deutschlands 1990 ein; dies zum einen durch den Einsatz der Bundeswehr während der Flutkatastrophen in Ostdeutschland 1997 und 2002, zum anderen durch die Stiftung der Einsatzmedaille der Bundeswehr im Jahr 1996. Hinzu kommen Medaillen der NATO oder der Vereinten Nationen, die bei Auslandseinsätzen unter Führung dieser Organisationen ebenfalls verliehen werden.
Vereinzelt wurden und werden daneben Auszeichnungen durch die in Deutschland stationierten französischen Streitkräfte oder durch die US-Armee verliehen.

### Vorschriftenlage

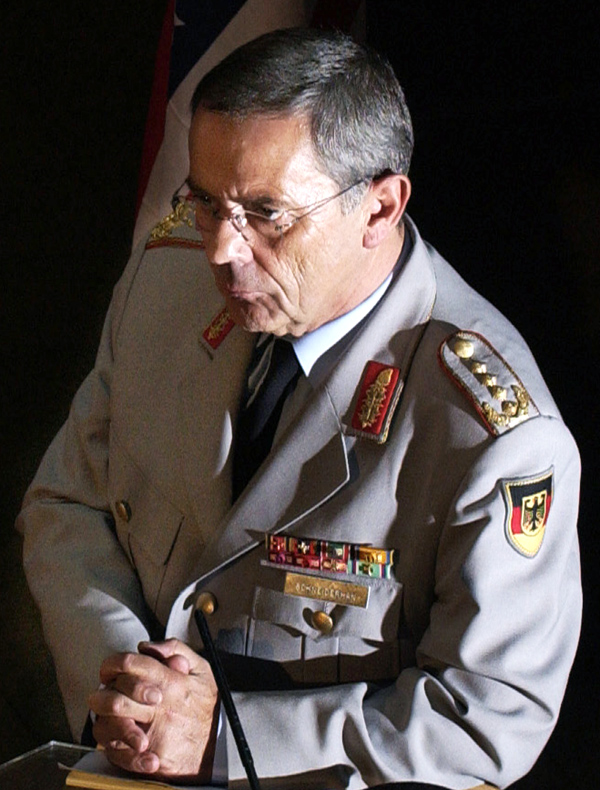
Trageweise der Bandschnalle am Dienstanzug (Grundform) der Bundeswehr (Gen. a. D. Wolfgang Schneiderhan)

An der Bandschnalle gilt zwingend die oben aufgeführte Reihenfolge. Es besteht keine Pflicht, einzelne Auszeichnungen oder die Bandschnalle insgesamt zu tragen.
Für die Bundeswehr sind die Tragebestimmungen in der Zentralvorschrift A1-2630/0-9804 Anzugsordnung für die Soldatinnen und Soldaten der Bundeswehr in den Abschnitten 6.2. Zulässige Trageweisen und 6.4 Tragen von Auszeichnungen an der Bandschnalle geregelt. Hiernach ist die Bandschnalle ausschließlich am Dienstanzug (jedoch nicht am Gesellschafts- oder Kampfanzug) mittig auf der linken Brustseite unmittelbar oberhalb der Brusttaschenoberkante (oder an entsprechender Stelle, wenn keine Brusttasche vorhanden) zu tragen. Es dürfen maximal vier Auszeichnungen in einer Reihe getragen werden. Ab der fünften Auszeichnung wird eine neue Reihe unterhalb der ersten begonnen, wobei die fünfte unter der ersten steht.

### Bundeswehrtypische Eigenarten
Die Bundeswehr selbst verleiht vergleichsweise wenige Auszeichnungen, wovon die Bandschnallen nur am Dienstanzug getragen werden dürfen. Soldaten, die den Dienstanzug als Tagesdienstanzug tragen, tragen daran in der Regel keine oder wenige Auszeichnungen. Bei offiziellen Anlässen oder beim Einsatz in einem internationalen Hauptquartier werden hingegen deutlich häufiger und mehr Abzeichen getragen.
Die Regelung über die Trageweise der Auszeichnung in mehreren Stufen ist uneinheitlich:
- Das Bundesverdienstkreuz darf in allen verliehenen Stufen an der Bandschnalle getragen werden. Gleiches gilt für ausländische Ehrungen.
- Verdienstorden der Länder sowie das Deutsche Sportabzeichen dürfen nur in der höchsten verliehenen Stufe getragen werden. Zusätzlich zum Sportabzeichen in der höchsten verliehenen Stufe, darf das DSA Bicolor mit Zahl getragen werden.[2]
- Das Ehrenkreuz der Bundeswehr darf gleichzeitig in jeder verliehenen Stufe (Medaille, Bronze, Silber, Gold) getragen werden.

### Häufige Fehler beim Tragen von Bandschnallen

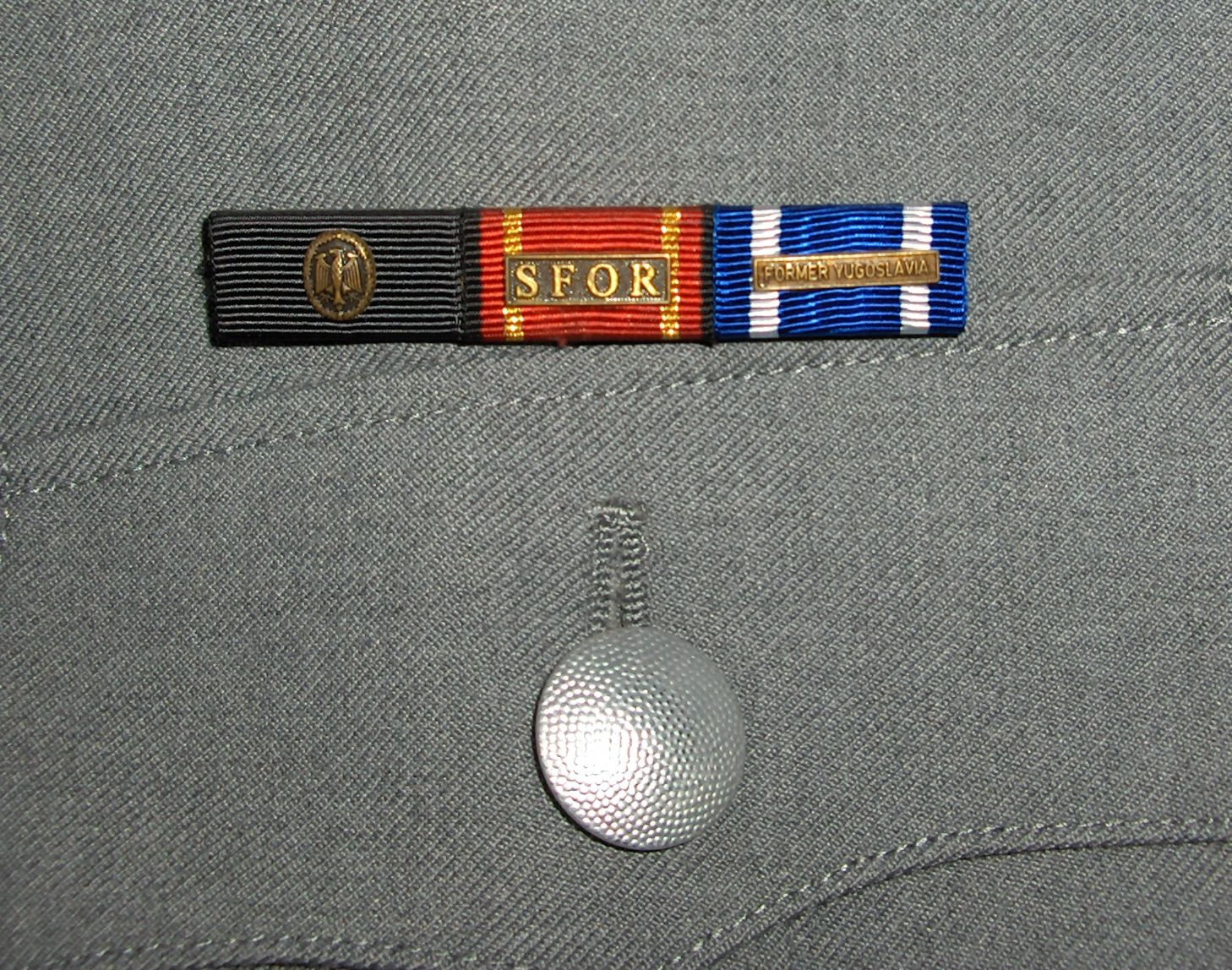
Fehlerhafte Bandschnalle (v. l. n. r.) Leistungsabzeichen (darf an der Uniform nur im Original getragen werden), SFOR-Einsatz-, NATO-Medaille

Das Tragen der Bänder in falscher Reihenfolge (erst die vom Bund verliehenen, dann die der Länder) ist der häufigste Fehler beim Tragen einer Bandschnalle. Darüber hinaus werden die folgenden Bandschnallen häufig irrtümlich angelegt:
- Medaille für Unterstützer während des Nijmegenmarsch (das Viertagekreuz ist dagegen zulässig)
- Europäisches Polizeileistungsabzeichen
- Blutspendeehrennadel des Deutschen Roten Kreuzes und des Bayerischen Roten Kreuzes
- Zeit- oder Leistungsauszeichnung des Deutschen Roten Kreuzes und des Bayerischen Roten Kreuzes (die Ehrenzeichen dagegen sind zulässig)
- Das Tragen von mehr als einem Rettungsschwimmabzeichen. Es darf nur ein Rettungsschwimmabzeichen einer Organisation (DLRG, Wasserwacht oder ASB) getragen werden.

## Bandschnallen in den deutschen Feuerwehren

### Historische Entwicklung
Bandschnallen wurden in der Feuerwehr in der Nachkriegszeit eher selten getragen und dann auch nur von höheren Funktionsträgern wie Verbandsfunktionären oder Führungsdienstgraden. Erst seit den 1990er Jahren setzen sich immer mehr die Bandschnallen auf den Uniformen der Feuerwehrangehörigen durch. Dies mag auch dadurch begründet sein, dass mittlerweile nicht mehr nur Orden und Ehrenzeichen als Bandschnalle tragbar sind, sondern auch Leistungsabzeichen und Ehrungen auf Kreisebene als Bandschnalle verfügbar sind. Diese Entwicklung hat sich zudem durch die vermehrte Verleihung sogenannter Einsatzabzeichen ‒ also Abzeichen, die bei längerer Teilnahme an einem Naturkatastropheneinsatz verliehen werden ‒ verstärkt.

### Trageweise

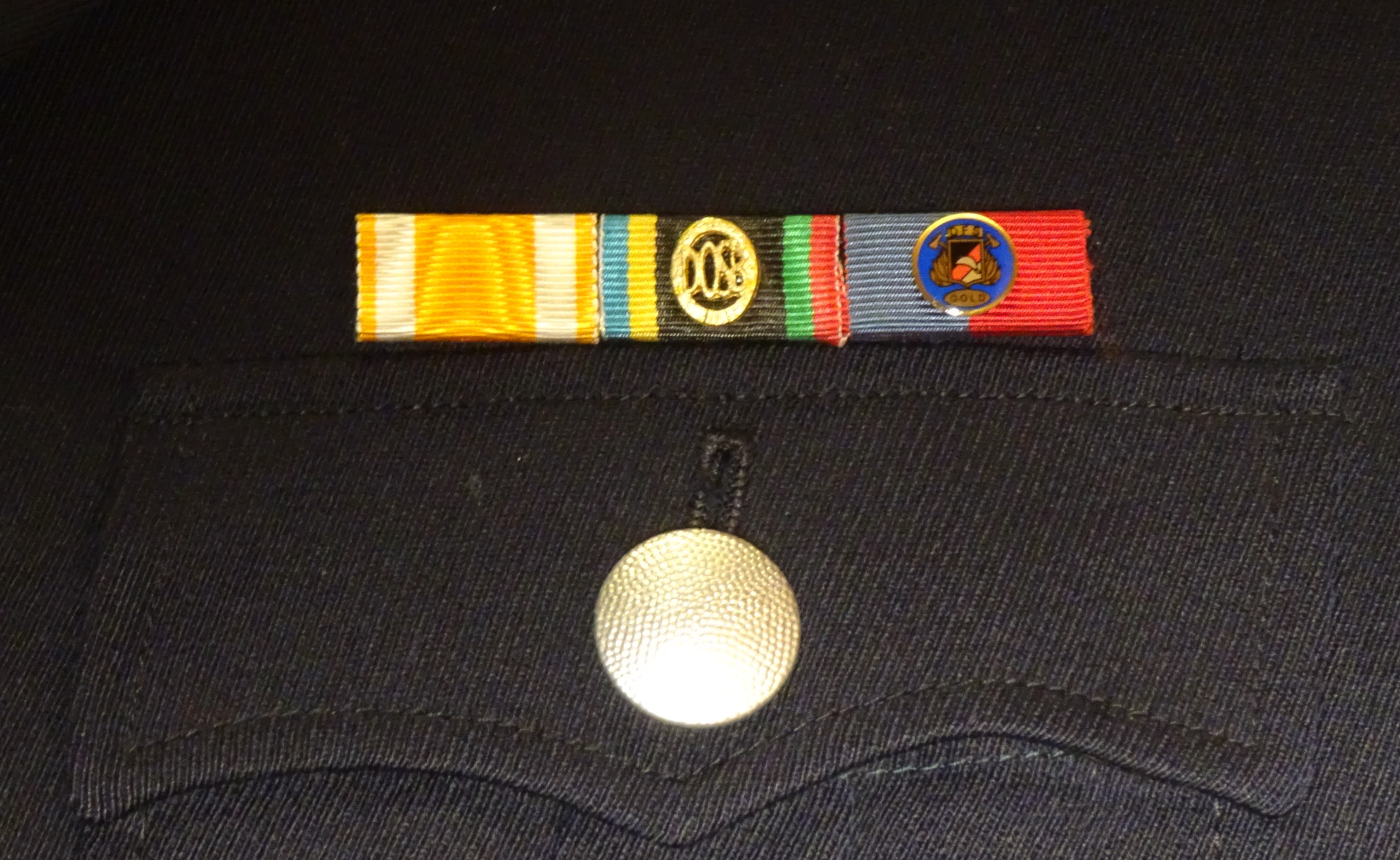
Bandschnallen auf einem Schienensystem, mittig oberhalb der Brusttaschenoberkante, hier von links Rettungsmedaille, Deutsches Sportabzeichen in Gold, Deutsches Feuerwehr Fitnessabzeichen in Gold

Bei vielen Orden und Ehrenzeichen ist in den jeweiligen Gesetzen, Verordnungen oder Richtlinien auch die Trageweise der Bandschnalle verankert. Bundeseinheitliche Vorschriften für die Trageweise gibt es jedoch nicht, häufig fehlen selbst landesweite Regelungen.
Die Reihenfolge der tragbaren Auszeichnungen ist an ihrer Wertigkeit abzuleiten. Bei der gleichen Wertigkeit von Bandschnallen, wird die zuerst verliehene Auszeichnung aufgeschoben. Bei der Draufsicht ist die wertigste Auszeichnung als Bandschnalle links aufzuschieben.
Die Trageweise orientiert sich im Allgemeinen stark an der Bundeswehr: Hiernach ist die Bandschnalle ausschließlich am Dienstanzug mittig auf der linken Brustseite unmittelbar oberhalb der Brusttaschenoberkante zu tragen. Zwei und mehr Bandschnallen werden auf einer Trageschiene („Bandschnallenunterteil“) befestigt. Es werden maximal vier Auszeichnungen in einer Reihe getragen, ab der fünften Auszeichnung wird eine neue Reihe unterhalb der ersten begonnen, wobei die fünfte Bandschnalle unter der ersten steht. Es können maximal 16 Bandschnallen an der Uniform getragen werden. Als Ausnahme gilt, wenn der Träger auch als Inhaber mit der Ordenstufe Komtur  oder höher ausgezeichnet wurde. Hier ist der Halsorden mit einer 40 mm breiten Bandschnalle dargestellt und diese wird mittig über den „normalen“ 25 mm breiten Bandschnallen getragen, damit sind auch 17 Bandschnallen möglich.

### Feuerwehrtypische Eigenarten
Folgende Auszeichnungen werden üblicherweise in dieser Reihenfolge getragen:
- Verdienstorden des Bundes, alle Stufen
- Rettungsmedaille
- Landesverdienstorden
- Deutsches Feuerwehr-Ehrenkreuz vom Bundespräsidenten genehmigt, alle Stufen
- Bundesauszeichnungen des THW bei Verleihungen aufgrund der Zusammenarbeit
- Staatliche Feuerwehr- und Katastrophenschutz-Auszeichnungen der Länder
- Ehrennadeln der Länder der Bundesrepublik Deutschland
- Einsatzmedaille bei Hochwasserlagen
- Ehrenzeichen für besondere Leistungen im Dienst für Berufsfeuerwehrangehörige von Berlin
- Deutsches Sportabzeichen vom Bundespräsidenten anerkannt
- Deutsche Rettungsschwimmabzeichen vom Bundespräsidenten anerkannt
- Deutsche Feuerwehr-Ehrenmedaille
- Ehrennadel des DFV
- Ehrennadel der Deutschen Jugendfeuerwehr[4]
- Auszeichnungen der Hilfsorganisationen
- Auszeichnungen der Landesfeuerwehrverbände
- Auszeichnungen der Landesjugendfeuerwehren (Bspw. Florian-Medaille der Hessischen Jugendfeuerwehr)
- Auszeichnungen der Bezirksfeuerwehrverbände
- Auszeichnungen der Kreisfeuerwehrverbände
- Auszeichnungen aus dem Ausland und der DDR (Bspw. Brandschutzmedaille)
- Bundesleistungsabzeichen[5]
- Leistungsabzeichen der Länder und Regierungsbezirke
- Deutsches Feuerwehr-Fitness-Abzeichen
- Deutsche Jugendleistungsspange
- Deutsche Jugendflamme
- Jugend-Leistungsabzeichen der Länder
- Traditionsabzeichen
- Blutspendeehrennadel des DRK/BRK

Aufgrund der fehlenden Vorschriftenlage in einigen Ländern wird dort auf eine gewisse Reihenfolge (Wertigkeit der Abzeichen) kein Wert gelegt. Sind nur eine bis drei Bandschnallen auf einer Uniform vorzufinden, was nicht ungewöhnlich ist, da Auszeichnungen nur noch selten verliehen werden, so werden diese oft von rechts beginnend an der Brusttaschenoberkante befestigt, anstatt diese mittig, wie bei der Bundeswehr, zu tragen.

### Vorschriften in den Hilfsorganisationen
Bei den deutschen Hilfsorganisationen wie dem Arbeiter-Samariter-Bund (ASB), dem Deutschen Roten Kreuz (DRK), der Johanniter-Unfall-Hilfe (JUH) oder dem Malteser Hilfsdienst (MHD) ist die Trageweise durch die jeweiligen Bekleidungsrichtlinien definiert, entspricht aber im Allgemeinen denen der Feuerwehren der Länder.

## Bandschnallen bei der Bundesanstalt Technisches Hilfswerk

### Historische Entwicklung
Mit der goldenen Helfernadel – heute Helferzeichen in Gold – wurde am 7. August 1952 das erste, organisationsinterne, Ehrenzeichen des Technischen Hilfswerks geschaffen.
Die am 2. September 1975 gestifteten Ehrenzeichen des Technischen Hilfswerks in Gold und Silber wurden vom Bundespräsidenten genehmigt und gehören damit zu den Ehrenzeichen im Sinne des Ordensgesetzes. Am 13. Juni 1990 wurden die beiden bestehenden Ehrenzeichen neu gestiftet und um eine Version als Medaille in Bronze erweitert.
In der Rundverfügung 39 des Jahres 2005 wurde die Ausführung der Auszeichnungen des THW als Bandschnallen-Teile geregelt. Das Auslandsverwendungsabzeichen und die Dienstzeitabzeichen existieren seitdem nur als Bandschnallenversion.

### Trageweise

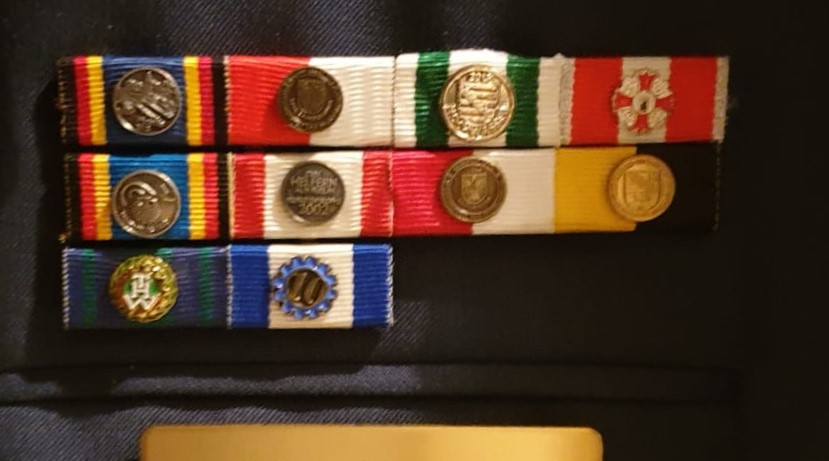
Bandschnalle am THW-Dienstanzug

Die Richtlinie über die Bekleidung und Kennzeichnung im Technischen Hilfswerk (BeklRiLi) regelt die Trageweisen von Orden und Ehrenzeichen. Es gelten folgende Regelungen für die Trageweise am Dienstanzug:
- Die Reihenfolge der getragenen Orden und Ehrenzeichen richtet sich nach § 12 des Ordensgesetzes.[10]
- Orden und Ehrenzeichen, welche im Ordensgesetz aufgeführt sind, dürfen nicht mit weiteren sonstigen Auszeichnungen auf einer Bandschnallenreihe getragen werden.[10]
- Die Trageweise nicht in der BeklRiLi aufgeführter Orden, kann bei der THW-Leitung erfragt werden.[10]

Für die Trageweise von Orden und Ehrenzeichen am zivilen Anzug gibt es keine besonderen Vorschriften. Zum Einsatzanzug werden keine Orden und Ehrenzeichen getragen.

### Eigenarten des THW
Die Regelung über die Trageweise derselben Auszeichnung in mehreren Stufen ist uneinheitlich:
- Das Ehrenzeichen des Technischen Hilfswerks darf in allen drei verliehenen Stufen – Gold, Silber und Bronze – gleichzeitig an der Bandschnalle getragen werden.
- Das THW-Helferzeichen in Gold und Gold mit Kranz darf nur in der höchsten Stufe getragen werden.
- Es wird nur das jeweils höchstjährigste Dienstzeitabzeichen getragen.
- Auslandsverwendungsabzeichen wird nur bei der erstmaligen Auszeichnung eines Auslandseinsatzes verliehen. Für jeden weiteren Auslandseinsatz kann eine Einsatzurkunde verliehen werden.

## Bandschnallen international
Die deutsche Tragepraxis weicht teilweise stark von den internationalen Gepflogenheiten ab. Bei in etwa gleicher Höhe sind die deutschen Bandschnallen deutlich schmaler. Darüber hinaus werden in den meisten westlichen Streitkräften maximal drei Bandschnallen in einer Reihe zusammengefasst. Neue Reihen werden mittig unter der letzten Reihe begonnen.

### Österreich

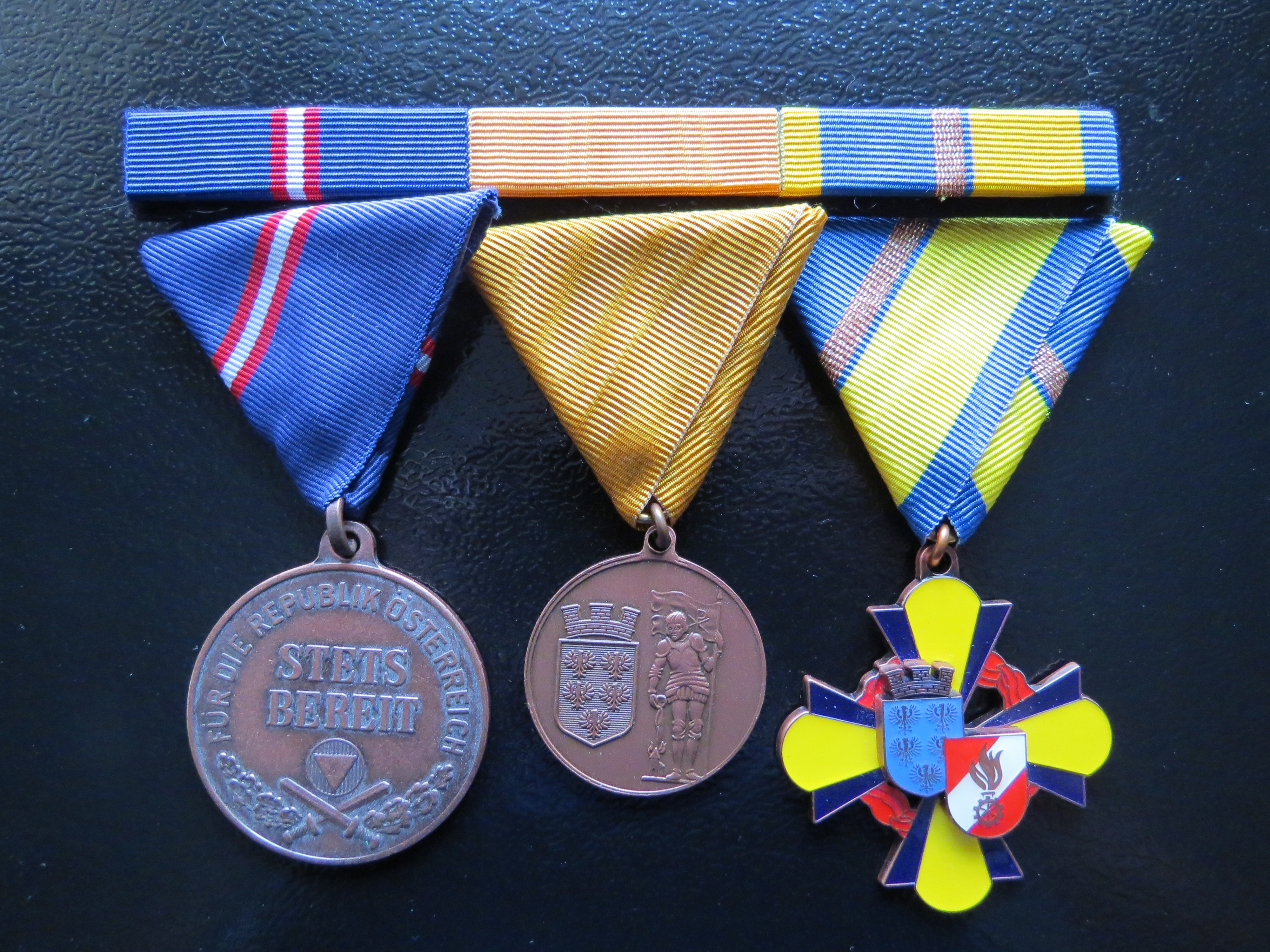
Ordensspange und zum Vergleich entsprechend zwei Medaillen und ein Verdienstzeichen eines niederösterreichischen Feuerwehrmitgliedes (2018)

In Österreich wird die Bandschnalle als Ordensspange bezeichnet und von uniformierten Verbänden wie der Feuerwehr, dem österreichischen Roten Kreuz sowie dem Bundesheer mittig oberhalb der linken Brusttasche getragen. Die Ordensspange darf maximal 15 Orden, Auszeichnungen und Medaillen umfassen. Es werden bis zu drei Auszeichnungen pro Reihe getragen. Die österreichische Ordensspange ist 10 mm hoch und grundsätzlich so breit wie das Originalband der Auszeichnung.

### Schweiz
Die Schweizer Armee nennt die Bandschnallenabzeichen Ribbons. Es werden dabei drei Arten unterschieden: Dienstleistungsabzeichen, Auszeichnungen und Einsatzabzeichen. Sie werden mittig, 0,5 cm oberhalb der linken Brusttasche (vom Träger aus gesehen) auf dem Ausgangsanzug („Tenue A“) getragen, wobei maximal neun Ribbons (drei Reihen zu drei Stück) getragen werden dürfen.

### Frankreich
In den französischen Streitkräften ist es üblich, im Stabsdienst die Bandschnalle zum kurzärmligen Diensthemd zu tragen. Zu feierlichen Anlässen (Appelle, Paraden, Wachdienste) wird die Bandschnalle darüber hinaus direkt am Kampfanzug getragen. Diese Traditionen werden ebenfalls von den Streitkräften ehemaliger französischer Kolonien gepflegt.
In der französischen Polizei, Feuerwehr, Gendarmerie sowie anderen uniformierten Behörden werden Auszeichnungen auch im Alltag an Uniformjacke und Diensthemd getragen.
Anders als in Deutschland tragen Zivilisten höherwertige Auszeichnungen in Frankreich in der Regel in der Öffentlichkeit deutlich sichtbar am Revers ihrer Jacke. Orden und Ehrenzeichen werden dabei weder als Miniatur noch als Bandschnalle angelegt, sondern durch einen schmalen Stofffaden in der Farbe des Ordensbandes symbolisiert. Träger höherer Stufen tragen eine kleine Rosette in der Ordensfarbe im Knopfloch. Träger der Ehrenlegion (rot), des Ordre national du Mérite (blau) sowie des Ordre de la Libération (grün) werden sowohl von ihren Mitbürgern als auch von Behörden offen respektiert und bevorzugt behandelt.

### Großbritannien
In der British Army werden Bandschnallen ausschließlich zum khakifarbenen Dienstanzug sowie zum blauen Dienstanzug getragen. Zur roten Paradeuniform werden die Orden in Originalgröße angelegt. Zur Gesellschaftsuniform werden Ordensminiaturen getragen.
In der Royal Air Force sowie in der Royal Navy gelten ähnliche Regeln.
Britische Bandschnallen, wie auch die der meisten ehemaligen britischen Besitzungen, fallen dadurch auf, dass die einzelnen Bänder je nach Ordensklasse eine unterschiedliche Breite haben. Die britische Bandschnalle wirkt dadurch unregelmäßiger als die Gegenstücke anderer Nationen. Hinzu kommt eine deutlich höhere Trageweise.
Neben Polizisten, Zöllnern, Feuerwehrleuten und anderen uniformierten Beamten werden Bandschnallen während der Arbeitszeit auch von zivilen Uniformträgern wie Wachleuten, Museumswärtern oder Offizieren der Handelsmarine getragen, sofern die Uniform einem Dienstanzug ähnelt.
Im privaten Rahmen werden Orden und Medaillen in Originalgröße zu Familienfeiern, Ehrungen und Totengedenken am zivilen Anzug getragen. Gleiches gilt für die Teilnahme an öffentlichen Gedenkfeiern. Am, in Großbritannien sehr verbreiteten, privaten Gesellschaftsanzug sowie an Frack und Smoking werden auch privat Ordensminiaturen getragen.

### Vereinigte Staaten

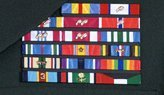
US-Bandschnalle (Militär)

Bei den Streitkräften der Vereinigten Staaten werden entweder alle Orden und Ehrenzeichen getragen oder nur eine einzelne Reihe mit den drei jeweils höchsten Auszeichnungen. Getragen werden dürfen teilstreitkraftübergreifende Auszeichnungen sowie vom Verteidigungsministerium per Vorschrift zugelassene Ordensbänder ausländischer Staaten (z. B. die Ehrenlegion) oder internationaler Organisationen (z. B. die NATO-Medaille). Auszeichnungen einer Teilstreitkraft werden teilweise nicht von allen anderen Teilstreitkräften anerkannt (z. B. das Schießabzeichen der US-Luftwaffe für Heeresangehörige) und müssen deshalb im Falle eines Teilstreitkraftwechsels abgelegt werden. Auszeichnungen der Nationalgarde der Vereinigten Staaten dürfen von aktiven Soldaten – einschließlich von zum Bundesdienst einberufenen Nationalgardisten – nicht getragen werden. Das Gleiche gilt für Auszeichnungen der US-Bundesstaaten, der Polizeibehörden oder der Feuerwehren.
Bei manchen Polizeien der Vereinigten Staaten werden die Bandschnallen an der Alltagsuniform getragen. Die Größe der amerikanischen Bandschnallen beträgt 13⁄8 inch (35 mm) in der Breite und 3⁄8 inch (9,5 mm) in der Höhe.

### Sowjetunion
Wie alle sozialistischen Staaten kannte die Sowjetunion eine überbordende Neigung zu staatlichen Ehrungen. Wurden diese bis in die 1950er Jahre zumeist in Großform getragen, bürgerte sich die Bandschnalle danach für den Tagesdienst ein. Bis auf den Ordensstern des Helden der Sowjetunion wurden alle Orden, Ehrenzeichen und Auszeichnungen als Bandschnalle getragen. Mehrfach verliehene Auszeichnungen wurden mehrfach getragen.

## Sonstiges
Die Miniatur zur Auszeichnung wird im Knopfloch am Zivilanzug getragen. Hier wird der Begriff Bandsteg und Anstecknadel benutzt. Der Bandsteg ist ca. 15 mm breit und 9 mm hoch.
Eine weitere Miniatur der Original-Auszeichnung ist die Miniaturschluppe, sie wird zum Festanzug (Frack) getragen.